# Ричардс, Дикинсон
Дикинсон Вудрафф Ри́чардс-младший (англ. Dickinson Woodruff Richards, Jr.; 30 октября 1895, Ориндж, Нью-Джерси — 23 февраля 1973) — американский кардиолог. 
Член Национальной академии наук США (1958).

## Биография
Окончил Йельский университет. В 1922 году окончил Колумбийский университет; в 1947—1961 годах профессор медицины, в 1945—1961 годах руководитель медицинского отдела госпиталя Белвью (Нью-Йорк).

## Основные работы
Совместно с А. Курнаном разработал новые методы исследования функций сердца и лёгких (в том числе катетеризацию сердца) в норме и патологии; исследовал особенности сердечной деятельности в условиях травматического шока.

## Нобелевская премия
Нобелевская премия (1956, совместно с А. Курнаном и В. Форсманом).

## Сочинения
- Circulation of the blood. Men and ideas. — New York, 1964 (совместно с A. P. Fishman).